# Bisdom Fargo
Het bisdom Fargo (Latijn: Dioecesis Fargensis) is een rooms-katholiek bisdom met als zetel Fargo, in de Amerikaanse staat North Dakota. Het bisdom is suffragaan aan het aartsbisdom Saint Paul and Minneapolis. 

## Geschiedenis
Het bisdom werd opgericht op 10 november 1889, als het bisdom Jamestown, uit delen van het apostolisch vicariaat Dakota. Op 6 april 1897 veranderde het van naam naar bisdom Fargo. Het verloor gebied bij de oprichting van het Bismarck (1909). 

## Parochies
Het bisdom had in 2021 een oppervlakte van 91.030 km2 en telde 421.135 inwoners waarvan 16,5% rooms-katholiek was.

## Bisschoppen
- John Shanley (29 november 1889 - 16 juli 1909)
- James O’Reilly (18 december 1909 - 19 december 1934)
- Aloisius Joseph Muench (10 augustus 1935 - 5 december 1959; aartsbisschop op persoonlijke titel sinds 28 oktober 1950, kardinaal in 1959)
- Leo Ferdinand Dworschak (23 februari 1960 - 8 september 1970; hulpbisschop sinds 10 april 1947)
- Justin Albert Driscoll (8 september 1970 - 19 november 1984)
- James Stephen Sullivan (29 maart 1985 - 18 maart 2002)
- Samuel Joseph Aquila (18 maart 2002 - 29 mei 2012; coadjutor sinds 12 juni 2001)
  - David Dennis Kagan (apostolisch administrator: 18 juli 2012 - 19 juni 2013)
- John Thomas Folda (8 april 2013 - heden)

## Galerij van afbeeldingen

Wapen van het bisdom
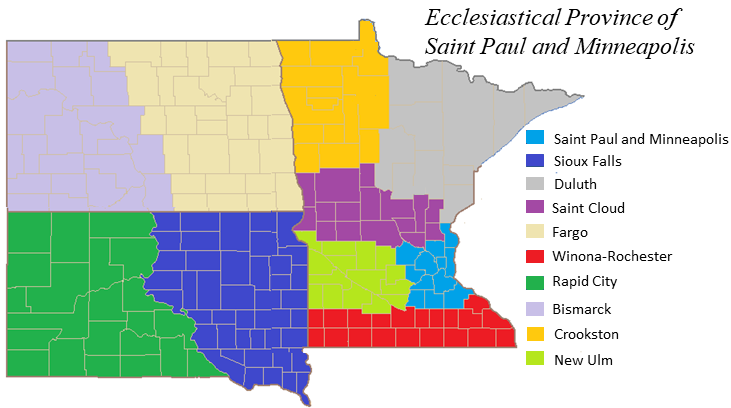
Kerkprovincie met aartsbisdom en suffragane bisdommen
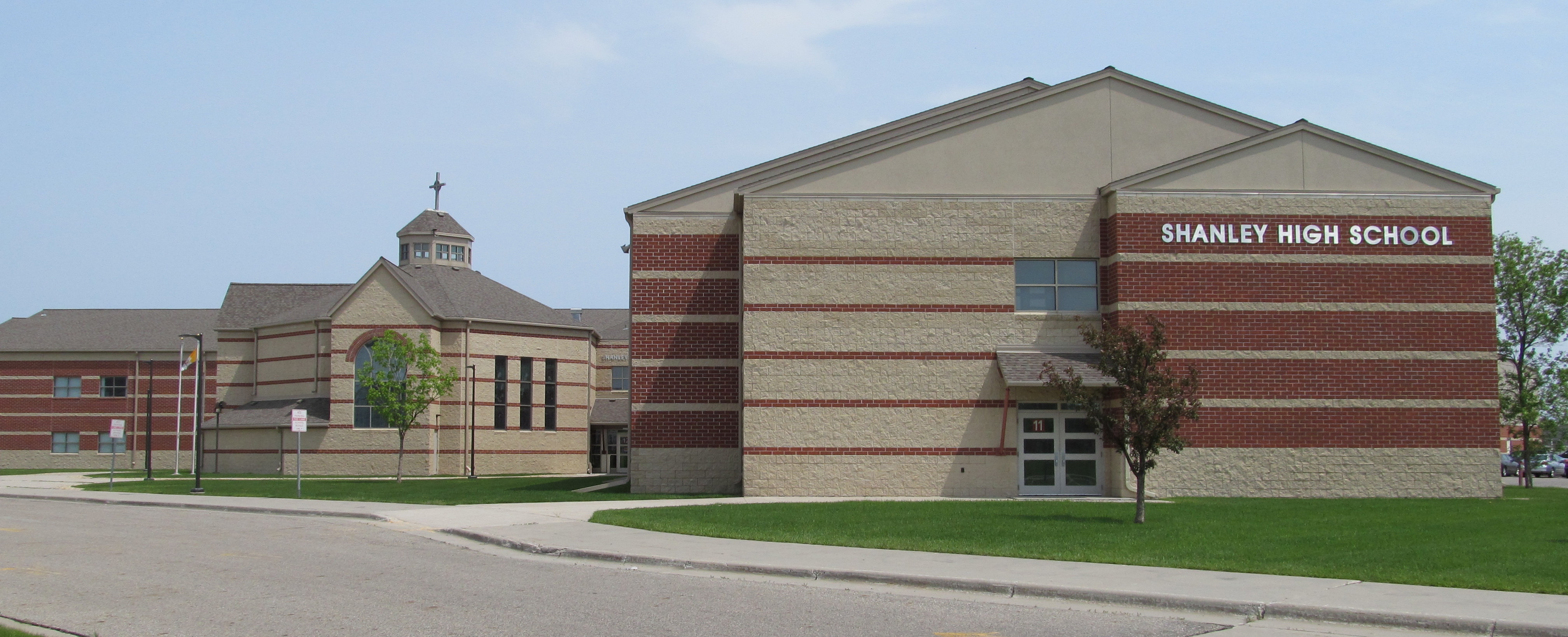
Shanley High School in Fargo
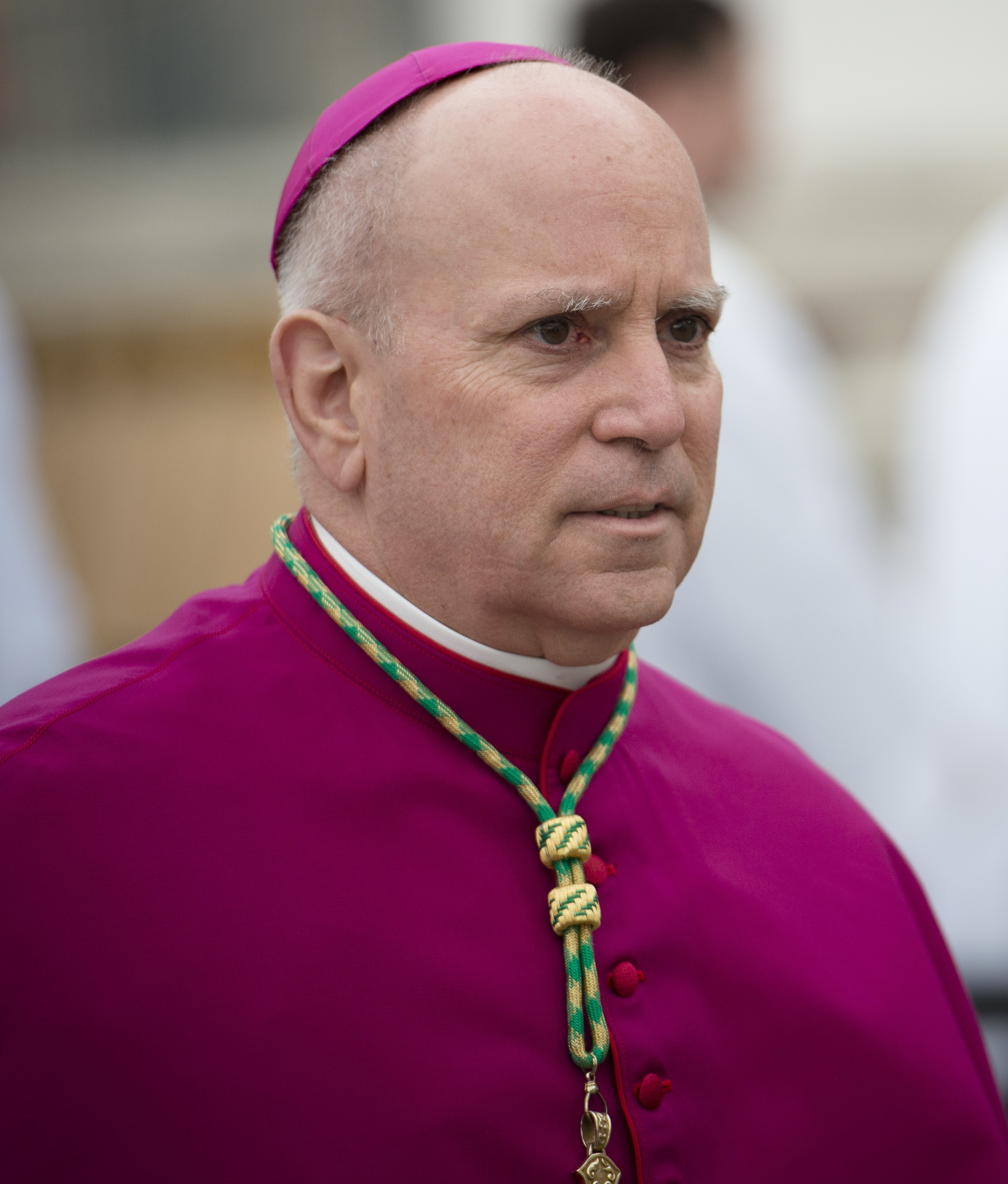
Bisschop Samuel Joseph Aquila (2002-2012)

Saint Paul and Minneapolis (aartsbisdom) · Bismarck · Crookston · Duluth · Fargo · New Ulm · Rapid City · Saint Cloud · Sioux Falls · Winona-Rochester